# 薄寮省
薄寮省（越南语：／），又译“薄辽省”，是原越南湄公河三角洲的一個省，省莅薄寮市。

## 地理
薄寮省位於湄公河的主要流域上，在芹苴市南方約100公里處。北接后江省，东和东北接朔庄省，西南接金瓯省，西北接坚江省，东南临南中国海。

## 歷史

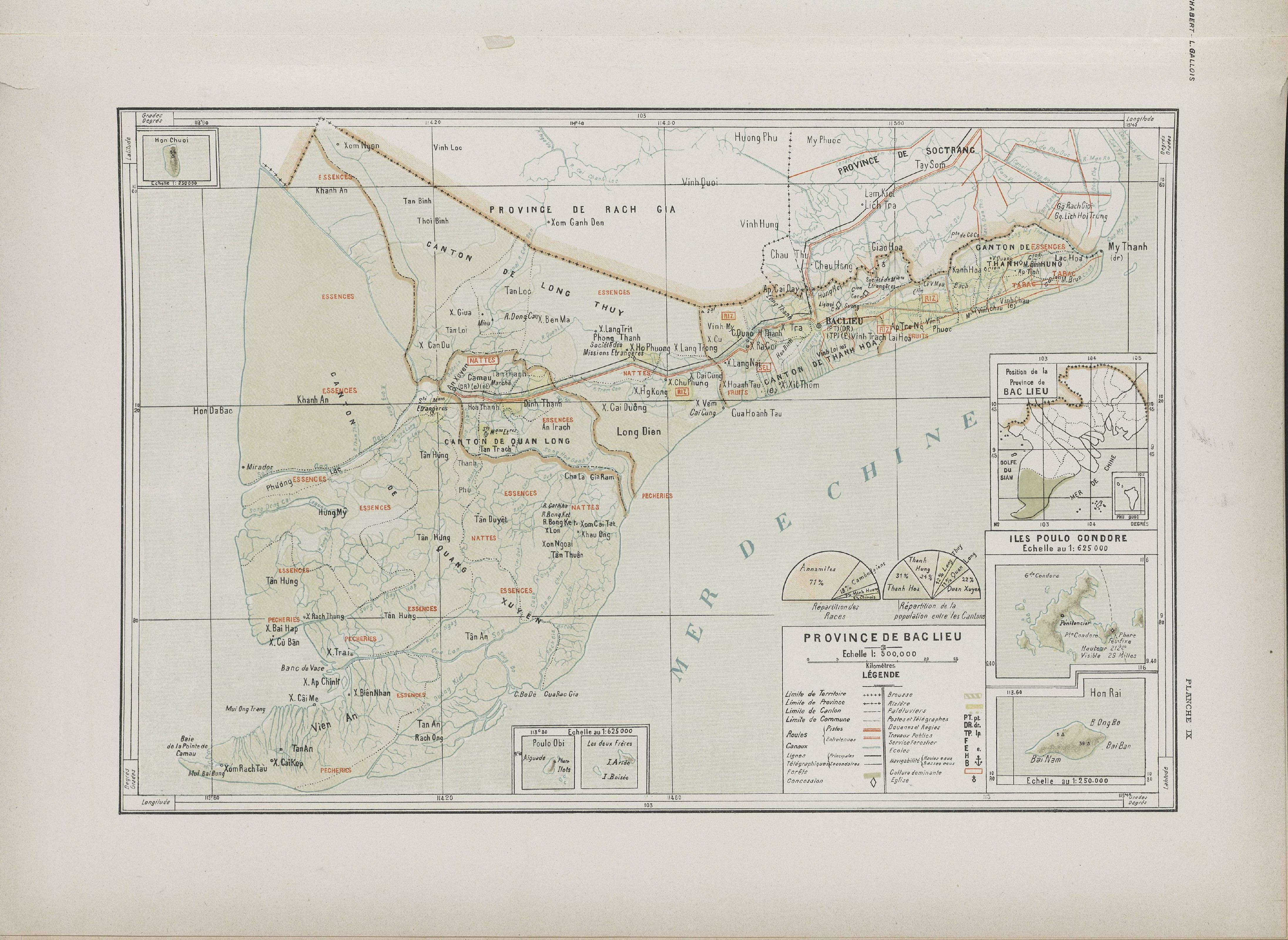
法属印度支那时期的薄寮省地图

1975年12月20日，越南劳动党政治局通过合并南部省份的决议。次年1月1日，金瓯省（南越称安川省）和薄寮省合并为金瓯-薄寮省。3月10日，改名为明海省。省莅在明海市社。
1977年7月11日，明海省撤销週城縣，并入架涞县、永利县和太平县。
1978年12月29日，明海省增设福隆县。
1983年8月30日，明海省撤销金瓯县，并入金瓯市社和架涞县、太平县、丐渃县。
1984年5月17日，明海省福隆县并入洪民县，明海市社更名为薄寮市社。
1984年12月18日，明海省莅从薄寮市社迁至金瓯市社。
1996年11月6日，明海省恢复分设为薄寮省和金瓯省。薄寮省下辖薄寮市社和架涞县、永利县、洪民县3县，省莅薄寮市社。
2000年9月25日，洪民县析置福隆县。
2001年12月24日，架涞县析置东海县。
2005年7月26日，永利县改制为和平县。
2010年8月27日，薄寮市社改制为薄寮市。
2014年4月16日，薄寮市被评定为二级城市。
2015年5月15日，架涞县改制为架涞市社。
2025年7月1日再度併入金甌省後走入歷史。

## 行政区划
薄寮省下轄1市1市社5縣，省莅薄寮市。
- 薄寮市（Thành phố Bạc Liêu）
- 架涞市社（Thị xã Giá Rai）
- 東海縣（Huyện Đông Hải）
- 和平縣（Huyện Hòa Bình）
- 洪民縣（Huyện Hồng Dân）
- 福隆縣（Huyện Phước Long）
- 永利縣（Huyện Vĩnh Lợi）

## 經濟
薄寮省以稻米、捕魚、食物加工、製衣為主。